# 1995 في تايلاند
فيما يلي قوائم الأحداث التي وقعت خلال عام 1995 في تايلاند.

## سياسة

### تعيين في المنصب
- 13 يوليو – بانهارن سيلبا أرتشا رئيس وزراء تايلاند.

### انتهاء فترة المنصب
- 10 فبراير – تاكسين شيناواترا Minister of Foreign Affairs of Thailand ‏.

## مواليد

### مايو
- 3 مايو – سوكانيا سريسورات ربّاعة تايلاندية.

### أكتوبر
- 29 أكتوبر – جيراي لا أنجماني ممثل تايلندي.

## وفيات

### أكتوبر
- 9 أكتوبر – كوكريت براموج (مواليد 1911) سياسي تايلندي.